# Favourite Worst Nightmare
Favourite Worst Nightmare —en español: Peor pesadilla favorita— es el segundo álbum de estudio de Arctic Monkeys. Fue lanzado por primera vez en Japón el 18 de abril de 2007 y grabado en Miloco Studios con productores como James Ford y Mike Crossey. En su primera semana, el álbum vendió más de 200.000 copias, emulando lo sucedido con Whatever People Say I Am, That's What I'm Not. «Brianstorm», lanzado el 16 de abril de 2007, es el primer sencillo del álbum. Alex Turner describió las nuevas canciones como «muy diferentes de la última vez», agregando que el sonido de algunos tracks son «un poco como From the Ritz to the Rubble, The View from the Afternoon, ese tipo de cosas». El 29 de abril de 2007, Favourite Worst Nightmare llegó al puesto número #1 en UK Albums Chart. Además, los 12 temas del álbum quedaron en el Top 200 de UK Singles Chart, llegando «Brianstorm» al puesto número #2 y «If You Were There, Beware» al puesto número #189. El 27 de abril de 2007 tienen un total de 18 temas en el Top 200. «Fluorescent Adolescent» y «505» entran en el Top 75, alcanzando los puestos número #60 y #74 respectivamente.

## Lista de canciones
Toda la música compuesta por Arctic Monkeys. 
| N.º | Título                      | Duración |  |
| 1.  | «Brianstorm»                | 2:50     |  |
| 2.  | «Teddy Picker»              | 2:40     |  |
| 3.  | «D Is for Dangerous»        | 2:14     |  |
| 4.  | «Balaclava»                 | 2:47     |  |
| 5.  | «Fluorescent Adolescent»    | 2:53     |  |
| 6.  | «Only Ones Who Know»        | 3:01     |  |
| 7.  | «Do Me a Favour»            | 3:25     |  |
| 8.  | «This House Is a Circus»    | 3:09     |  |
| 9.  | «If You Were There, Beware» | 4:34     |  |
| 10. | «The Bad Thing»             | 2:23     |  |
| 11. | «Old Yellow Bricks»         | 3:07     |  |
| 12. | «505»                       | 4:13     |  |

## Personal

#### Arctic Monkeys
- Alex Turner: voz principal, coros, guitarra rítmica y principal, teclados
- Jamie Cook: guitarra principal y rítmica, coros
- Matt Helders: batería, coros
- Nick O'Malley: bajo, coros

#### Músicos adicionales
- James Ford: guitarra en «Only Ones Who Know»

- Miles Kane: guitarra en «505»

#### Producción
- James Ford: producción, mezcla (pistas 2, 6, 10, 11)

- Mike Crossey : producción, mezcla (pistas 2, 6, 10, 11)

- Alan Moulder: mezcla (pistas 1, 3–5, 7–9, 12)

- George Marino: masterización

#### Diseño
- Juno: dirección de arte y diseño, ilustraciones, fotografía de folletos

- Matthew Cooper: diseño

- José Bramhall: ilustraciones

- Graphique Club: ilustraciones

- Drew Millward: ilustraciones

- Al Heighton: ilustraciones

- Anne-Marie Moore: ilustraciones

- Tobías: ilustraciones

- de5ign4: murales de latas de aerosol

- Matt Goodfellow: fotografía